# A. Brooks Harris
Arthur Brooks Harris, genannt Brooks Harris, (* 25. März 1935 in Boston, Massachusetts) ist ein US-amerikanischer Physiker.

## Leben
Harris studierte an der Harvard University mit dem Bachelor-Abschluss 1956, dem Master-Abschluss 1959 und der Promotion in Festkörperphysik bei Horst Meyer 1962. 1961/62 war er an der Duke University, wo er 1962 Instructor wurde, und 1964/65 in der Forschung in Großbritannien im Atomforschungszentrum Harwell bei John Hubbard. Ab 1965 war er Assistant Professor und ab 1977 Professor an der University of Pennsylvania.
Er war Gastprofessor an der University of British Columbia, der University of Oxford (1973, 1986 und 1994), der Universität Tel Aviv (1987, 1995) und der McMaster University und Gastwissenschaftler an den Sandia National Laboratories und dem National Institute of Standards and Technology (NIST).
Harris ist seit 1958 verheiratet und hat drei Kinder.

## Werk
Er befasste sich unter anderem mit Orientierungsordnung in festem molekularen Wasserstoff (zum Teil mit Horst Meyer), Phasenübergängen in verschiedenen ungeordneten Systemen (teilweise mit Tom Lubensky), Kristallstruktur und Dynamik von Fullerenen (mit T. Yildirim), Spindynamik frustrierter Magnete (mit A. J. Berlinsky, Amnon Aharony) und Symmetrieeigenschaften frustrierter Magnete mit gleichzeitigen ferroelektrischen Eigenschaften. 1973 entwickelte er in Oxford das Harris-Kriterium, das angibt, inwieweit die kritischen Exponenten eines Phasenübergangs durch zufällige Störstellen (z. B. Defekte, Versetzungen, Verunreinigungen) modifiziert werden. Solche Störstellen „verschmieren“ den Phasenübergang und führen zu lokalen Variationen in der Übergangstemperatur. Das Harris-Kriterium besagt, dass falls
{\displaystyle \nu \geq {\frac {2}{d}}}
die Störstellen das kritische Verhalten nicht beeinflussen (dieses ist dann stabil gegen die Störung). Dabei ist d die räumliche Dimension des Systems und {\displaystyle \nu } der kritische Exponent der Korrelationslänge. Beispielsweise ist im klassischen dreidimensionalen Heisenbergmodell {\displaystyle \nu =0{,}698} und damit das Harris-Kriterium erfüllt, während das dreidimensionale Isingmodell {\displaystyle \nu =0{,}627} hat und damit das Kriterium nicht erfüllt ({\displaystyle d=3}).

## Preise und Ehrungen
2007 erhielt er den Lars-Onsager-Preis für seine Beiträge zur statistischen Physik ungeordneter Systeme, speziell für die Entwicklung des Harris-Kriteriums. 1967 bis 1969 war er Sloan Fellow und 1972/73 Guggenheim Fellow. 1989 wurde er Fellow der American Physical Society.